# Spumone
Lo spumone è un tipico gelato nato a Napoli nel diciannovesimo secolo, esportato con immediato successo da emigrati e maestri gelatieri italiani in gran parte del mondo, e ancora oggi molto diffuso in particolare nel meridione d'Italia, così come indicato nell'elenco dei Prodotti Agroalimentari Tradizionali del Ministero dell'agricoltura e dell'alimentazione italiano, diffuso anche in Campania, Calabria, Puglia, e Sicilia.
Dallo spumone napoletano, la cui diffusione nella zona di Napoli si è paradossalmente ridotta in maniera consistente nel corso degli ultimi decenni, nasce e si diffonde in America a partire dagli ultimi anni del diciannovesimo secolo un popolare tipo di gelato a tre gusti ancora oggi diffusissimo chiamato Neapolitan ice cream negli Stati Uniti e "Napolitano" nell'America latina.

## Storia
L'invenzione dello spumone è da attribuire ai cuochi presso le case nobiliari napoletane del XIX secolo (i monzù).
La diffusione di questo dolce è stata vastissima in tutto il meridione durante il XX secolo negli anni '60 e '70, periodo nel quale era sempre presente sulle tavole domenicali e nei banchetti nuziali. Da oltre un secolo è famoso negli USA e da allora ogni 21 agosto si celebra il “National Spumoni Day”.
A testimonianza della sua fama è citato anche nella celebre canzone di Domenico Modugno, scritta da Riccardo Pazzaglia, Io, mammeta e tu (1955): «Jamm'o bar 'o Chiatamone, vuo' 'o cuppetto o vuo' 'o spumone?». Di questa canzone è più conosciuta la versione del cantante napoletano Renato Carosone.
La notevole riduzione della sua attuale diffusione nella zona di Napoli è probabilmente dovuta a mutate tendenze alimentari oltre che a una maggiore propensione al distaccamento da alcune forme di tradizione tipica delle grandi città mentre continua a essere in auge nel Salento, in molte zone del sud Italia e nella provincia di Bari. In  particolar modo a Conversano, la ricetta ha ottenuto la denominazione  comunale d'origine De.Co ; differisce per l'assenza del pan di spagna il peso di 450 e i 500 grammi ed ha la forma di un tronco di cono, differenziandosi dall’analogo spumone napoletano e salentino a forma di cupola. Gli ingredienti indicati sono il gelato alla nocciola e al cioccolato, la panna fresca, le mandorle locali tostate e caramellate, il cioccolato fondente e l'utilizzo del liquore Elisir San Marzano Borsci. Mentre con il trasferimento nella seconda metà dell’800 di molte famiglie ricche dalla Campania in Puglia dove avevano acquistato grosse proprietà terriere, nel tempo fu esportato anche lo spumone, che dopo il ‘900 si è diffuso in modo particolare a Casamassima (Paese Azzurro), Città Metropolitana Bari, dove dagli anni ’40 fu prodotto dal Bar Pasticceria Nitti. Inizialmente era una cupola di gelato a più strati di nocciola e cioccolato contenente nocciole, croccantino, frutta candita, con il cuore di Pan di Spagna imbevuto di liquore Strega ricavato da una forma tonda in alluminio (coviglia) e successivamente Nitti creò delle forme rettangolari e una volta formato lo spumone viene tagliato a triangoli e imbevuto di Elisir Borsci San Marzano.

## Caratteristiche
Lo spumone è un gelato di gusti misti stratificati (di solito nocciola, cioccolato e stracciatella) con all'interno mandorle tritate, cioccolato fondente a pezzi, canditi e caramello in una rivisitazione più contemporanea mentre in origine nasce con un ripieno di pan di spagna affogato con dell'amaro o con del liquore Strega. Una volta preparato viene fatto solidificare in ciotole rotonde che gli conferiscono la forma di una semisfera.